# Alexa (Einkaufszentrum)

Alexa Eingangsbereich Alexanderstraße, 2007

Das Alexa ist ein Einkaufszentrum am Berliner Alexanderplatz. Mit einer Vermietungsfläche von 56.200 m² war es zum Zeitpunkt seiner Eröffnung nach den Gropius Passagen das zweitgrößte Einkaufszentrum Berlins, nach der Anzahl der Läden ist es das größte. Jährlich besuchen es bis zu 15 Millionen Kunden. Damit ist das Alexa nach dem Shoppingcenter Performance Report 2024 die Nummer eins unter Berlins Shopping-Centern.

## Lage
Das rund 2,5 Hektar einnehmende Einkaufszentrum liegt südöstlich des Alexanderplatzes zwischen Alexander- und Dircksenstraße sowie der parallel verlaufenden Stadtbahn bis zur Voltairestraße an der Stelle des ehemaligen Berliner Polizeipräsidiums. Südöstlich angrenzend an das Alexa befindet sich der in der Anfang der 2020er Jahre entstandene Luxusbau Grandaire.

## Gebäude und Geschäfte
Das Alexa ist ein fünfgeschossiges Gebäude mit einer unterirdischen, mehrgeschossigen Tiefgarage mit 1600 Parkplätzen. Umgangssprachlich hat sich in der städtebaulichen Planungsphase aufgrund der geschwungenen Grundriss-Form die Bezeichnung „Banane“ eingebürgert, hinzu kamen dann wegen der umstrittenen Farbgebung und der wenigen Fensterflächen die Bezeichnungen „Rosaroter Bunker“ und „Pharaonengrab“.
Der Gebäudekomplex präsentiert sich nach außen mit einer weitgehend fensterlosen rosa- bis rotfarbenen Fassade aus durchgefärbtem Beton. Die Dekorformen ist an das Art déco der 1920er Jahre angelehnt und umfassen unter anderem ineinander verlaufende Rundbögen an den Eingangsbereichen und geschwungene, goldfarbene Vordächer. Die Farbgestaltung soll sich gemäß der Planung bewusst von den hellen Farben des Alexanderplatzes abheben.
Im Alexa befinden sich rund 180 Geschäfte und ein Food-Court mit 18 gastronomischen Einrichtungen und 750 Sitzplätzen. Unter anderem bietet das Alexa drei Freizeitattraktionen, wie Fitnessstudio und Bowlingbahnen. Die Gesamtfläche umfasst 43.000 m² Verkaufsfläche, 2.000 m² Gastronomie und 9.000 m² Freizeit- und Unterhaltungsfläche.
Bei den Mietern handelt es sich um die aus anderen Einkaufszentren bekannte Mischung aus kleineren Fachgeschäften und die für Einkaufszentren typischen Filialen von Handelsketten vor allem aus dem Bekleidungssektor. Der Investor sieht als idealen Branchenmix ungefähr die Hälfte der Fläche für Mode- und Accessoire-Geschäfte und rund ein Viertel für Elektronik und Bücher vor. Die Media-Saturn-Holding betreibt auf 8.000 m² als Ankermieter am nordwestlichen Ende des Gebäudes auf vier Etagen eine ihrer größten MediaMarkt-Filialen.
Das Alexa beherbergte bis August 2017 mit Loxx Miniatur Welten eine der größten Modelleisenbahnanlagen der Welt. Auf 760 m² wurden dort markante Teile von Berlin im Maßstab 1:87 nachgebildet.

## Planung, Bau und Entwicklung
Die Alexa ist Teil der Umgestaltung und Neustrukturierung des Alexanderplatzes und seines Umfeldes auf Grundlage des Planwerks Innenstadt. Der erste Spatenstich erfolgte am 29. Oktober 2004. Dabei wurde die breite Verkehrsschneise der Alexanderstraße zugunsten des Alexa-Grundstücks zurückgebaut. Gleichzeitig waren umfangreiche Verlegungen und Sanierungen von Leitungen aller Art erforderlich, die die Bauzeit verlängerten. Auf den Sandmassen des Aushubs der Baustelle wurde 2009 in Kreuzberg mit dem BeachPark61 eine der größten Beachvolleyball-Anlagen Berlins eröffnet.
Der portugiesische Investor Sonae Sierra, ein Spezialist für Shoppingcenter, und der französische Investor Foncière Euris investierten in das Gebäude rund 290 Millionen Euro. Das Grundstück gehörte früher der Berliner Degewo AG zur Baurechtsschaffung. Entwurfsplanungen lieferten die Büros RTKL Associates (Baltimore/USA) und Ortner & Ortner (Berlin), die den Architektenwettbewerb gewannen. Das Aussehen bestimmte jedoch letztlich der portugiesische Hausarchitekt des Bauherren, José Manuel Quintela da Fonseca.
Neben dem Neubau haben die Investoren die westlich anliegenden 18 S-Bahn-Bögen zwischen Gruner- und Voltairestraße von der Bahntrasse langfristig gemietet. Diese sollen künftig für kleine Läden und Restaurants genutzt werden, um das Alexa-Umfeld aufzuwerten.
Die offizielle Eröffnung des Einkaufszentrums erfolgte am 12. September 2007.
Im Februar 2010 verkauften Sonae Sierra und Foncière Euris 91 % der Anteile des Einkaufszentrums für rund 316 Millionen Euro an Union Investment. Die restlichen 9 % verbleiben im Besitz von Sonae Sierra, das auch weiterhin das Management behält.

## Kritik

### Verletzte bei der Eröffnung
Am 11. September 2007 öffnete der MediaMarkt schon kurz vor Mitternacht. Aufgrund von spektakulären Sonderangeboten erschienen über 5000 Menschen, es kam zu Tumulten. Im Gedränge wurden 15 Menschen verletzt, Glastüren, Fenster und Rolltreppengeländer wurden beschädigt oder teils sogar völlig zerstört, auch einige Diebstahlsicherungen wurden demoliert. Die Berliner Polizei war mit über 100 Einsatzkräften vor Ort. Der Sachschaden belief sich auf 10.000 Euro. Bereits um 1:20 Uhr musste der Markt wegen des Chaos wieder schließen.

### Unzureichende Fahrradständer
Obwohl die Berliner Bauordnung 188 Fahrradständer für ein Gebäude dieser Größe fordert, war bei der Eröffnung kein einziger vorhanden. Am 4. Dezember 2007 sind nachträglich 146 Ständer aufgebaut worden. Der größere Teil davon wurde allerdings am weniger genutzten Nebeneingang zur Jannowitzbrücke installiert.

### Äußeres Erscheinungsbild
Die Architektur und das äußere Erscheinungsbild des Einkaufszentrums wurden bereits vor der Fertigstellung und nach der Eröffnung in der Presse intensiv kritisiert. So kritisierte der damalige Regierende Bürgermeister Klaus Wowereit die fensterlose Fassade des Gebäudekomplexes mehrfach als „hässlich“. Selbst Alexa-Architekt Oliver Roser hatte bei der Eröffnung eingeräumt: „Die ersten Entwürfe für die Alexa waren schlichter, nicht so von dieser schreienden Fernwirkung.“
Auch in historischen Anspielungen erntete das Gebäude harschen Spott. Auf dem Gelände des Alexa stand das ehemalige Polizeipräsidium und spätere Hauptquartier der Gestapo mit der im doppelten Wortsinn auch zu Alexa passenden volkstümlichen Bezeichnung „die Rote Zwingburg“.